# Mon Manulat
Ramón Manulat, detto Mon (1930 – settembre 2019), è stato un cestista filippino.

## Carriera
Con le Filippine ha disputato i Giochi olimpici di Melbourne 1956 e due edizioni dei Campionati del mondo (1954, 1959).